# Piptocoma roraimensis
Piptocoma roraimensis là một loài thực vật có hoa trong họ Cúc. Loài này được (Steyerm.) Pruski miêu tả khoa học đầu tiên năm 1996.